# Theodosia chewi
Theodosia chewi är en skalbaggsart som beskrevs av Teruo Ochi 1993. Theodosia chewi ingår i släktet Theodosia och familjen Cetoniidae. Inga underarter finns listade i Catalogue of Life.